# Lucia Ripamonti
Lucia Ripamonti (Acquate, 1909 - Brescia, 1954) va ser una monja de l'orde de les Serventes de la Caritat, venerada com a beata per l'Església catòlica.

## Biografia
Maria Ripamonti va néixer a Acquate, a la província de Lecco, el 26 de maig de 1909, l'última de quatre germans. Va començar a treballar en una filatura per donar suport a la família. Va rebre instruccions del pre Luigi Piatti.
El 1932 anà a Brescia per ingressar a la Congregació de les serventes de la Caritat, i feu vots perpetus el 1938 amb el nom de Lucia de la Immaculada.
Se li va diagnosticar una malaltia greu i, per tant, se li va oferir el sofriment a Déu com a expiació dels malalts que van assistir a l'hospital. Va estar molt dedicada a Nostra Senyora de Lorda.
Va morir el 1954 a l'hospital pediàtric Ronchettino de Brescia i va ser enterrada en la capella del la casa mare de la seva orde. Va ser beatificada el maig de 2019 pel papa Francesc.